# Basket Trapani 2005-2006
Questa voce raccoglie le informazioni riguardanti il Basket Trapani nelle competizioni ufficiali della stagione 2005-2006.

## Verdetti stagionali
Competizioni nazionali
- Legadue:

stagione regolare: 16º posto su 16 squadre (4-26);

## Stagione
La stagione 2005-2006 del Basket Trapani, sponsorizzata Banca Nuova, è la 7ª nel secondo campionato italiano di pallacanestro, la Legadue.
La società punta nuovamente su un giovane tecnico Luigi Gresta quale capo allenatore ma che per motivi extracestistici lo porterano a concludere la sua esperienza siciliana dopo neanche un mese di lavoro.
Al suo posto venne scelto Giancarlo Sacco, vecchia conoscenza del basket locale, che non riuscì a raddrizzare la china classificandosi al 16º posto e direttamente retrocesso in Serie B d'Eccellenza, al termine di una stagione disastrosa, racimolando otto punti, due allenatori e alternando ben ventidue giocatori.

## Divise di gioco
Il fornitore ufficiale di materiale tecnico per la stagione 2005-2006 è Loud.
| Casa | Trasferta |

## Organigramma societario
Area dirigenziale
- Presidente: Andrea Magaddino
- Vicepresidente: Vincenzo Favara
- General Manager: Giuseppe Grasso
- Team Manager e Segreteria: Andrea Burgarella
- Direttore Generale e Relazioni esterne: Paolo Manca
- Addetto Stampa: Cristina Pia Fallucca
- Responsabile settore giovanile: Flavio Priulla

Area tecnica
- Allenatore: Giancarlo Sacco (dal 03/11/2005)
Luigi Gresta (fino 02/11/2005)
- Vice Allenatore: Flavio Priulla
- Medico: Antonino Marrone
- Preparatore Atletico: Oscar Tipa
- Massaggiatore: Giovanni Grammatico

## Roster
| Basket Trapani 2005-2006 | Basket Trapani 2005-2006 |
| Giocatori                | Staff tecnico            |
| ------------------------ | ------------------------ |

| N. | Naz.                                                | Ruolo | Nome                           | Anno | Alt.   | Peso   |  |
| -- | --------------------------------------------------- | ----- | ------------------------------ | ---- | ------ | ------ |  |
| 4  | Stati Uniti (bandiera)                              | P     | Michael Johnson (dal 20/01/06) | 1976 | 188 cm | 88 kg  |  |
| 6  | Italia (bandiera)                                   | G     | Walter Agugliaro               | 1988 | 180 cm | 70 kg  |  |
| 7  | Italia (bandiera) · Bosnia ed Erzegovina (bandiera) | A     | Nedžad Gušić (dal 21/10/05)    | 1977 | 198 cm | 84 kg  |  |
| 8  | Italia (bandiera)                                   | A     | Giuseppe Garraffa              | 1988 | 190 cm | 79 kg  |  |
| 9  | Italia (bandiera)                                   | AC    | Alessandro Agosta              | 1984 | 204 cm | 105 kg |  |
| 11 | Australia (bandiera) · Italia (bandiera)            | PG    | Daniel Cioffi (dal 02/12/05)   | 1981 | 191 cm | 85 kg  |  |
| 12 | Italia (bandiera)                                   | P     | Alessandro Cammareri           | 1988 |        |        |  |
| 13 | Lettonia (bandiera) · Italia (bandiera)             | A     | Gints Antrops (C)              | 1982 | 202 cm | 103 kg |  |
| 14 | Regno Unito (bandiera)                              | C     | Chris Haslam (dal 20/01/06)    | 1974 | 211 cm | 108 kg |  |
| 15 | Italia (bandiera)                                   | A     | Pierfrancesco Malizia          | 1988 | 195 cm | 83 kg  |  |
| 16 | Italia (bandiera)                                   | G     | Salvatore Poma                 | 1988 | 185 cm |        |  |
| 18 | Italia (bandiera)                                   | G     | Gianluca Tartamella            | 1987 | 191 cm | 80 kg  |  |
| 20 | Stati Uniti (bandiera)                              | A     | H.L. Coleman (dal 9/12/05)     | 1974 | 202 cm | 95 kg  |  |

| Allenatore                                                                 |
| Giancarlo Sacco (dal 03/11/2005) Luigi Gresta (fino 02/11/2005)            |
| Assistente/i                                                               |
| Flavio Priulla Legenda - (C) Capitano - (IN) Inattivo - Infortunato Roster |

## Mercato[5]

### Sessione estiva
| Arrivi           | Arrivi               | Arrivi           |
| R                | Nome                 | da               |
| ---------------- | -------------------- | ---------------- |
| G                | Eric Schmieder       | Brest            |
| P                | Tony Dobbins         | Oklahoma Storm   |
| P                | T.J. Sorrentine      | UVM Catamounts   |
| C                | Dan Callahan         | Pall. Varese     |
| C                | Glen McGowan         | Pepperdine Waves |
| Altre operazioni |                      |                  |
| R                | Nome                 | da               |
| A                | Giuseppe Garraffa    | Set. giovanile   |
| G                | Salvatore Poma       | Set. giovanile   |
| G                | Giuseppe Magaddino   | Set. giovanile   |
| P                | Alessandro Cammareri | Set. giovanile   |

| Partenze         | Partenze           | Partenze             |
| R                | Nome               | a                    |
| ---------------- | ------------------ | -------------------- |
| P                | Brent Darby        | B.C. Ferrara         |
| P                | Tommaso Marino     | Silver P. Torres     |
| G                | Germán Sciutto     | Scafati Basket       |
| A                | Kris Clack         | Juvecaserta          |
| C                | Chris Owens        | Granada              |
| C                | Mattia Soloperto   | Dinamo Sassari       |
| P                | Alessandro Bianchi | Robur Basket Saronno |
| Altre operazioni |                    |                      |
| R                | Nome               | a                    |
| G                | Angelo Genco       | Free agent           |

### Operazioni esterne alla sessione
| Arrivi | Arrivi             | Arrivi            |
| R      | Nome               | da                |
| ------ | ------------------ | ----------------- |
| C      | Greg Newton        | Široki            |
| C      | Juan Mendez        | Niagara P. Eagles |
| A      | Nedžad Gušić       | Viola R. Calabria |
| P      | Daniel Cioffi      | Pall. Reggiana    |
| P      | Pier Filippo Rossi | Pall. Varese      |
| A      | H.L. Coleman       | Free agent        |
| C      | Chris Haslam       | Teramo Basket     |
| P      | Michael Johnson    | Junior Casale     |

| Partenze | Partenze           | Partenze                             |
| R        | Nome               | a                                    |
| -------- | ------------------ | ------------------------------------ |
| C        | Glen McGowan       | Cologne 99ers                        |
| C        | Greg Newton        | Melilla                              |
| C        | Juan Mendez        | Panellīnios                          |
| P        | Pier Filippo Rossi | Pall. Pavia                          |
| P        | T.J. Sorrentine    | Florida Flame                        |
| C        | Dan Callahan       | Pall. Roseto                         |
| P        | Tony Dobbins       | Basket Livorno                       |
| G        | Eric Schmieder     | Nanterre 92                          |
| G        | Fabio Zanelli      | Nuova A.M.G. Sebastiani Basket Rieti |
| C        | Paolo Monzecchi    | S.C. Montecatini                     |
| G        | Giuseppe Magaddino | Free agent                           |

## Risultati

### Campionato

#### Girone di andata
| Arbitri: | Renato Capurro Gaetano Perretti Evangelista Caiazza |

|                       |            |                     |
| Mendez 16             | Punti      | 30 McKie            |
| Zanelli, Sorrentine 2 | Assist     | 4 Caroldi           |
| Callahan 16           | Rimbalzi   | 7 Cattabiani, Brkic |
| Luigi Gresta          | Allenatori | Demis Cavina        |

| Arbitri: | Roberto Pasetto Luca Weidmann Gianluca Calbucci |

|                    |            |               |
| Colson 29          | Punti      | 27 Sorrentine |
| Colson, Clack 3    | Assist     | 2 Sorrentine  |
| Clack 6            | Rimbalzi   | 7 Mendez      |
| Franco Marcelletti | Allenatori | Luigi Gresta  |

| Arbitri: | Roberto Anesin Barbara La Rocca Massimiliano Barni |

|              |            |               |
| Mendez 31    | Punti      | 26 Mathis     |
| Monzecchi 2  | Assist     | 4 Mathis      |
| Mendez 10    | Rimbalzi   | 11 Collins    |
| Luigi Gresta | Allenatori | Fabio Corbani |

| Arbitri: | Roberto Materdomini Saverio Lanzarini Eduardo Ciano |

|                     |            |              |
| Chiaramello 18      | Punti      | 22 Mendez    |
| Childress 3         | Assist     | 2 Zanelli    |
| Chiaramello 13      | Rimbalzi   | 12 Mendez    |
| Stefano Pillastrini | Allenatori | Luigi Gresta |

| Arbitri: | Emanuele Aronne Giorgio Provini Alessandro Vicino |

|                                         |            |              |
| Darby 22                                | Punti      | 29 Mendez    |
| Thomas, Lestini, Maestrello, Ruggiero 2 | Assist     | 2 Sorrentine |
| Foiera, Lechthaler 7                    | Rimbalzi   | 11 Mendez    |
| Luca Dalmonte                           | Allenatori | Luigi Gresta |

| Arbitri: | Gianni Caroti Alessandro Martolini Gaetano Perretti |

|                    |            |                    |
| Mendez 23          | Punti      | 32 Johnson         |
| Gušić 5            | Assist     | 4 Johnson          |
| Callahan, Mendez 6 | Rimbalzi   | 12 Wade, Bougaïeff |
| Giancarlo Sacco    | Allenatori | Franco Ciani       |

| Arbitri: | Angelo Tullio Paolo Bertelli Fabrizio Conti |

|                     |            |                        |
| Niccolai 22         | Punti      | 21 Mendez              |
| Niccolai 7          | Assist     | 2 Callahan, Sorrentine |
| Smith 17            | Rimbalzi   | 13 Mendez              |
| Massimo Cancellieri | Allenatori | Giancarlo Sacco        |

| Arbitri: | Pietro Crescenti Lorenzo Gori Roberto Pinto |

|                 |            |               |
| Callahan 14     | Punti      | 25 Santangelo |
| Sorrentine 2    | Assist     | 5 Santangelo  |
| Callahan 13     | Rimbalzi   | 16 Melvin     |
| Giancarlo Sacco | Allenatori | Maurizio Lasi |

| Arbitri: | Gianni Caroti Saverio Lanzarini Massimiliano Barni |

|               |            |                   |
| Jamison 17    | Punti      | 19 Zanelli        |
| Victoriano 5  | Assist     | 1 Callahan, Gušić |
| Wilson 8      | Rimbalzi   | 12 Callahan       |
| Giorgio Valli | Allenatori | Giancarlo Sacco   |

| Arbitri: | Paolo Longhi Fabrizio Conti Maurizio Biggi |

|                  |            |                 |
| Rossi 19         | Punti      | 23 Thomas       |
| Rossi, Zanelli 2 | Assist     | 4 Thomas        |
| Callahan 13      | Rimbalzi   | 9 Massie        |
| Giancarlo Sacco  | Allenatori | Romeo Sacchetti |

| Arbitri: | Davide Ramilli Paolo Quacci Antonio Florian |

|                  |            |                 |
| Kotti, Rogers 23 | Punti      | 23 Zanelli      |
| Rusconi 6        | Assist     | 3 Gušić         |
| Rusconi 13       | Rimbalzi   | 8 Callahan      |
|                  | Allenatori | Giancarlo Sacco |

| Arbitri: | Marco Giansanti Roberto Pasetto Alessandro Martolini |

|                 |            |               |
| Mendez 22       | Punti      | 29 Shannon    |
| Zanelli 3       | Assist     | 2 Cantero     |
| Mendez 12       | Rimbalzi   | 9 Yango       |
| Giancarlo Sacco | Allenatori | Luigi Garelli |

| Arbitri: | Dino Mastrantoni Corrado Federici Luca Weidmann |

|                 |            |                    |
| Mendez 23       | Punti      | 22 Gatto           |
| Zanelli 2       | Assist     | 6 Mack             |
| Mendez 11       | Rimbalzi   | 10 Ezugwu          |
| Giancarlo Sacco | Allenatori | Alessandro Finelli |

| Arbitri: | Silvio Corrias Andrea Masi Fabrizio Conti |

|             |            |                 |
| Maggioli 22 | Punti      | 24 Mendez       |
| Maggioli 3  | Assist     | 2 Gušić, Cioffi |
| Maggioli 15 | Rimbalzi   | 12 Mendez       |
| Luca Banchi | Allenatori | Giancarlo Sacco |

| Arbitri: | Giovanni Di Modica Vincenzo Terranova Gianluca Calbucci |

|                                               |            |                     |
| Coleman, Johnson 20                           | Punti      | 18 Bagnoli, Scarone |
| Johnson, Callahan, Gušić, Monzecchi, Cioffi 2 | Assist     | 3 Whiting           |
| Zanelli 8                                     | Rimbalzi   | 3 Bagnoli           |
| Giancarlo Sacco                               | Allenatori | Paolo Rossi         |

#### Girone di ritorno
| Arbitri: | Alessandro Martolini Antonio Florian Maurizio Biggi |

|                              |            |                            |
| McKie 31                     | Punti      | 24 Cioffi                  |
| McKie 3                      | Assist     | 2 Cioffi, Johnson, Coleman |
| Hicks, Bottiroli, Heinrich 5 | Rimbalzi   | 7 Johnson, Monzecchi       |
| Demis Cavina                 | Allenatori | Giancarlo Sacco            |

| Arbitri: | Paolo Bertelli Gabriele Bettini Alessandro Vicino |

|                 |            |                     |
| Coleman 21      | Punti      | 25 Migliori, Colson |
| Johnson 3       | Assist     | 3 Colson            |
| Monzecchi 7     | Rimbalzi   | 14 Nikkilä          |
| Giancarlo Sacco | Allenatori | Franco Marcelletti  |

| Arbitri: | Roberto Materdomini Giorgio Provini Fabrizio Conti |

|               |            |                 |
| Collins 23    | Punti      | 20 Johnson      |
| Mathis 4      | Assist     | 3 Johnson       |
| Vanuzzo 8     | Rimbalzi   | 7 Coleman       |
| Fabio Corbani | Allenatori | Giancarlo Sacco |

| Arbitri: | Massimiliano Barni Luca Weidmann Evangelista Caiazza |

|                    |            |                     |
| Johnson 22         | Punti      | 14 Hurd, Vitali     |
| Coleman, Johnson 3 | Assist     | 4 Chiaramello       |
| Coleman 7          | Rimbalzi   | 9 Chiaramello       |
| Giancarlo Sacco    | Allenatori | Stefano Pillastrini |

| Arbitri: | Roberto Pasetto Antonio Florian Alessandro Terreni |

|                 |            |                      |
| Johnson 28      | Punti      | 31 Thomas            |
| Johnson 3       | Assist     | 2 Ghiacci, Thomas    |
| Agosta 8        | Rimbalzi   | 4 Foiera, Lechthaler |
| Giancarlo Sacco | Allenatori | Luca Dalmonte        |

| Arbitri: | Maurizio Pascotto Matteo Vianello Roberto Pinto |

|                 |            |                      |
| Slay 23         | Punti      | 27 Johnson           |
| Slay 4          | Assist     | 3 Johnson            |
| Slay 9          | Rimbalzi   | 5 Coleman, Monzecchi |
| Franco Gramenzi | Allenatori | Giancarlo Sacco      |

| Arbitri: | Davide Ramilli Giorgio Provini Gabriele Bettini |

|                  |            |                     |
| Zanelli 27       | Punti      | 25 Salyers          |
| Zanelli, Gušić 3 | Assist     | 7 Niccolai          |
| Coleman 10       | Rimbalzi   | 9 Salyers           |
| Giancarlo Sacco  | Allenatori | Massimo Cancellieri |

| Arbitri: | Vincenzo Terranova Antonio Florian Barbara La Rocca |

|                     |            |                   |
| Mobley, Rosselli 20 | Punti      | 26 Coleman        |
| Mobley, Fazzi 6     | Assist     | 1 Gušić, Cioffi   |
| Melvin 11           | Rimbalzi   | 7 Coleman, Agosta |
| Maurizio Lasi       | Allenatori | Giancarlo Sacco   |

| Arbitri: | Giovanni Di Modica Andrea Masi Maurizio Biggi |

|                   |            |                   |
| Cioffi 21         | Punti      | 31 Wilson         |
| Cioffi, Johnson 3 | Assist     | 3 Stanic, Sciutto |
| Coleman 6         | Rimbalzi   | 10 Grappasonni    |
| Giancarlo Sacco   | Allenatori | Giorgio Valli     |

| Arbitri: | Eduardo Ciano Evangelista Caiazza Alessandro Terreni |

|                 |            |                   |
| Cinciarini 27   | Punti      | 19 Coleman        |
| Massie 5        | Assist     | 4 Johnson, Haslam |
| Kraidy 7        | Rimbalzi   | 10 Haslam         |
| Romeo Sacchetti | Allenatori | Giancarlo Sacco   |

| Arbitri: | Gianluca Sardella Saverio Lanzarini Emanuele Aronne |

|                  |            |              |
| Cioffi 32        | Punti      | 14 Sacchetti |
| Coleman, Gušić 2 | Assist     | 3 Rogers     |
| Coleman 10       | Rimbalzi   | 11 Conti     |
| Giancarlo Sacco  | Allenatori |              |

| Arbitri: | Matteo Vianello Roberto Materdomini Corrado Federici |

|               |            |                 |
| Rotondo 21    | Punti      | 22 Johnson      |
| Phillips 5    | Assist     | 4 Gušić         |
| Soloperto 12  | Rimbalzi   | 6 Coleman       |
| Luigi Garelli | Allenatori | Giancarlo Sacco |

| Arbitri: | Giorgio Provini Antonio Florian Gianluca Calbucci |

|                  |            |                   |
| Hoover 35        | Punti      | 27 Johnson        |
| Mack 7           | Assist     | 4 Johnson, Cioffi |
| Hoover, Ezugwu 7 | Rimbalzi   | 5 Antrops         |
| Edoardo Rusconi  | Allenatori | Giancarlo Sacco   |

| Arbitri: | Roberto Begnis Alessandro Vicino Vincenzo Terranova |

|                  |            |                       |
| Coleman 22       | Punti      | 17 Casini             |
| Gušić, Johnson 7 | Assist     | 2 Maggioli, Montonati |
| Coleman 11       | Rimbalzi   | 8 Maggioli            |
| Giancarlo Sacco  | Allenatori | Luca Banchi           |

| Arbitri: | Luca Weidmann Gaetano Perretti Maurizio Biggi |

|             |            |                 |
| Scarone 27  | Punti      | 27 Johnson      |
| Scarone 5   | Assist     | 7 Johnson       |
| Guarasci 10 | Rimbalzi   | 11 Coleman      |
| Paolo Rossi | Allenatori | Giancarlo Sacco |